# Yosuke Fujigaya
Yosuke Fujigaya (藤ヶ谷 陽介, Fujigaya Yosuke) est un footballeur japonais né le 13 février 1981 à Hamamatsu. Il est gardien de but.

## Palmarès
- Vainqueur de la Ligue des champions de l'AFC en 2008 avec le Gamba Osaka
- Champion du Japon en 2005 avec le Gamba Osaka
- Vice-Champion du Japon en 2010 avec le Gamba Osaka
- Vainqueur de la Coupe du Japon en 2008 et 2009 avec le Gamba Osaka
- Finaliste de la Coupe du Japon en 2006 avec le Gamba Osaka
- Vainqueur de la Coupe de la Ligue japonaise en 2007 avec le Gamba Osaka
- Finaliste de la Coupe de la Ligue japonaise en 2005 avec le Gamba Osaka
- Vainqueur de la Supercoupe du Japon en 2007 avec le Gamba Osaka